# LUCKY STAR!
『LUCKY STAR!』（ラッキー・スター）は宝塚歌劇団の舞台作品。星組公演。形式名は「グランド・レビュー」。22場。
作・演出は中村一徳。併演作品は『プラハの春』。
香寿たつきと渚あきの宝塚大劇場でのお披露目公演である。エトワールは仙堂花歩。

## 公演期間と公演場所
- 2002年4月12日 - 5月20日[1]　宝塚大劇場
- 2002年6月28日 - 8月11日[2]　東京宝塚劇場

## スタッフ
※氏名の後ろに「宝塚」「東京」の文字がなければ両劇場共通。
- 作曲・編曲：西村耕次/甲斐正人/鞍富真一
- 音楽指揮：佐々田愛一郎（宝塚）、清川知己（東京）
- 振付：家城比呂志/藍エリナ/大谷盛雄/KAZUMI-BOY
- 装置：関谷敏昭
- 衣装：任田幾英
- 照明：勝柴次朗
- 音響：加門清邦
- 小道具：田中武彦
- 効果：切江勝
- 演出助手：齋藤吉正/鈴木圭
- 振付助手：上杉直子
- 装置補：広森守
- 衣装補：河底美由紀
- 舞台進行：恵見和弘（宝塚）、表原渉（東京）
- 小道具補：福原徹
- 舞台美術製作：株式会社宝塚舞台
- 演奏：宝塚歌劇オーケストラ（宝塚）
- 演奏コーディネート：株式会社内藤音楽事務所（東京）
- 制作：福嶋康徳

## 特別出演
※氏名の後ろの「（）」は2002年当時の所属組。
- 彩輝直（専科）[3]

## 主な配役

### 宝塚
- ラッキー・スターS、彷人S、荒野の男S、光の男S、フィナーレの男S、デュエットの男S、パレードの男S - 香寿たつき[3]
- ラッキー・スターS、孔雀S、荒野の女S、光の女S、フィナーレの女S、デュエットの女S、パレードの女S - 渚あき[3]
- ラッキー・スターA、ライダーA、ジゴロA、闇の男A、荒野の男A、フィナーレの男A、パレードの男A - 彩輝直[3]
- ラッキー・スターA、死の鳥A、荒野の男A、フィナーレの男A、パレードの男A - 安蘭けい[3]
- ラッキー・スターB、闇の男A、パレードの歌手 - 夢輝のあ[3]
- ラッキー・スターA、レディーA - 秋園美緒[3]

### 東京の変更点
第16場
- 光の男 - 夢輝のあ、朝澄けい

第17場
- 初舞台生に代わり星組メンバーによるラインダンス